# Naußlitz (Ralbitz-Rosenthal)

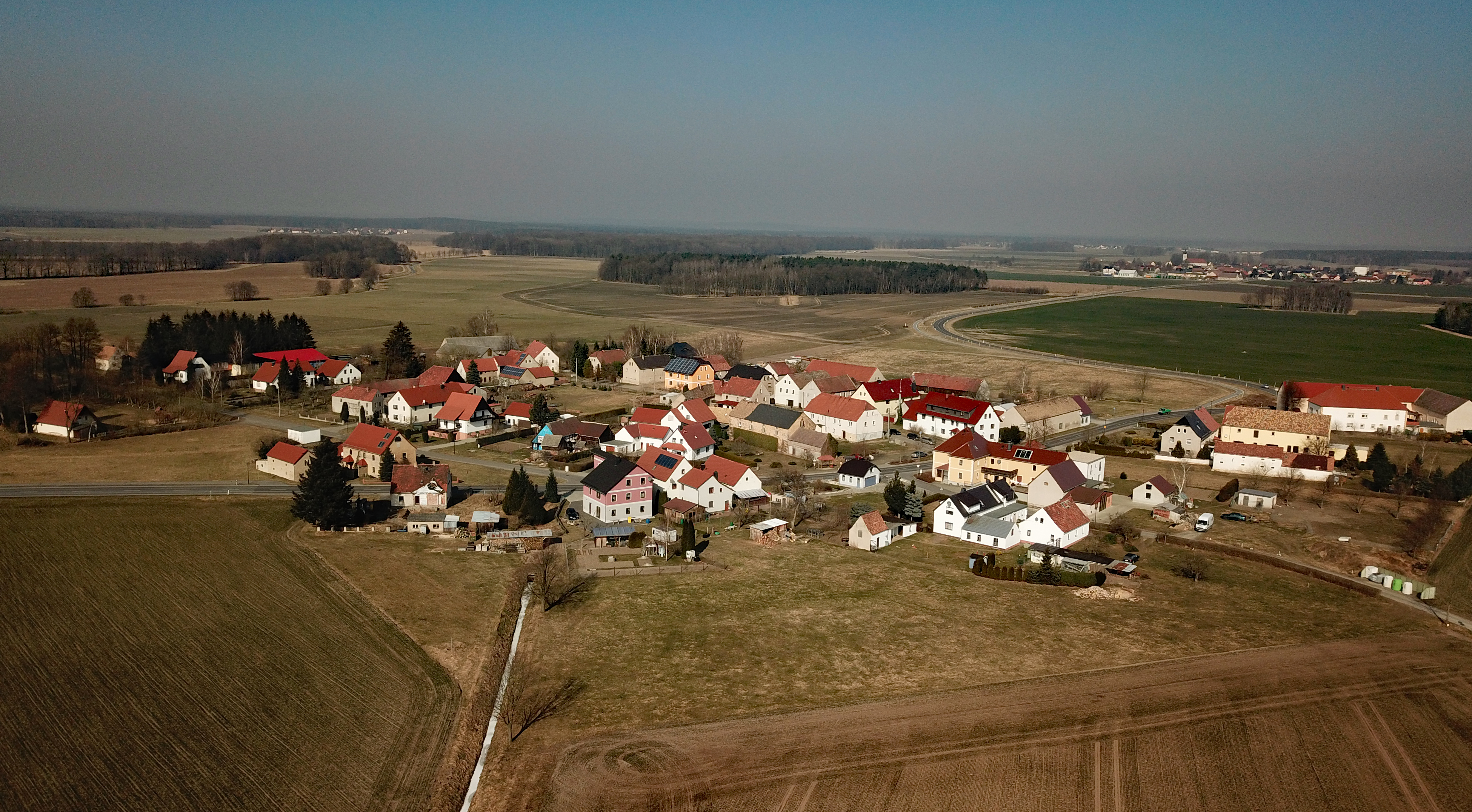
Luftbild

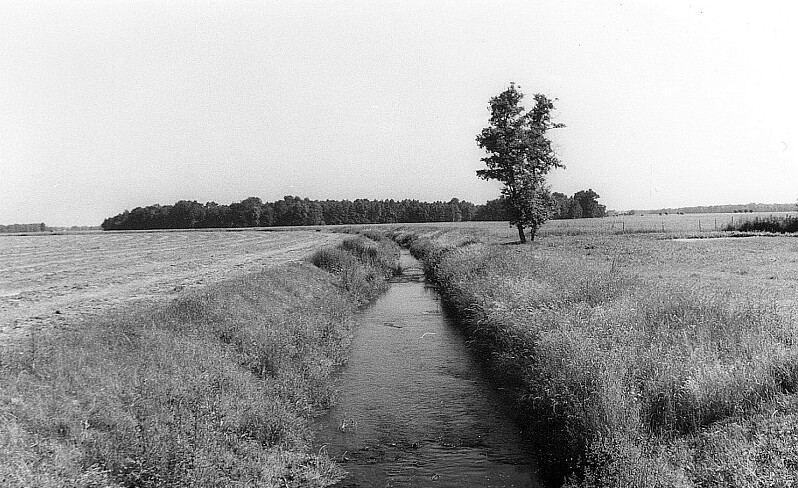
Klosterwasser bei Naußlitz

Naußlitz, obersorbisch Nowoslicyⓘ, ist ein Dorf mit etwa 100 Einwohnern im Oberlausitzer Landkreis Bautzen. Das Dorf an der Straße nach Königswartha gehört zur sächsischen Gemeinde Ralbitz-Rosenthal und befindet sich im Kernsiedlungsgebiet der Sorben.

## Geografie
Naußlitz befindet sich etwa 11 Kilometer östlich von Kamenz und 17 Kilometer nordwestlich von Bautzen in der landwirtschaftlich genutzten Aue des Klosterwassers, etwas rechts des Flüsschens. Es zählt zu Delany, dem historischen „Niederland“ der Mariensterner Klosterpflege.
Die Ortsflur grenzt im Norden an Ralbitz, im Nordosten an Eutrich (Gemeinde Königswartha), im Osten an Caßlau (Gemeinde Neschwitz), im Südosten an Doberschütz, im Südwesten an Zerna und an Rosenthal im Westen.

## Geschichte
Die erste urkundliche Erwähnung von Naußlitz erfolgte bereits 1248 im Zusammenhang mit der Gründung des Klosters St. Marienstern. Dort wird der Ort Nouosedlitz genannt. Spätere Namensformen waren u. a. Nossedlicz circa Radilwicz („Naußlitz bei Ralbitz“, 1374/82), Nawselwicz (1431) und Nauselitz (1558). Die Grundherrschaft lag über die gesamte Zeit beim Kloster. Siedlungshistorisch handelt es sich um ein Sackgassendorf. Dies und der von nowe sydlišćo („neue Siedlung“) abgeleitete Ortsname lassen vermuten, dass Naußlitz jünger ist als seine Nachbarorte.
In den letzten Kriegstagen des Zweiten Weltkrieges wurde Naußlitz im Zusammenhang mit der Schlacht um Bautzen stark zerstört und in der Folge mit tatkräftiger Unterstützung sorbischer Jugendbrigaden wiederaufgebaut.
Bis zum 1. Januar 1957 war Naußlitz eine eigenständige Landgemeinde; dann wurde es zunächst nach Ralbitz und am 1. Januar 1994 schließlich nach Ralbitz-Rosenthal eingemeindet.

## Bevölkerung und Sprache

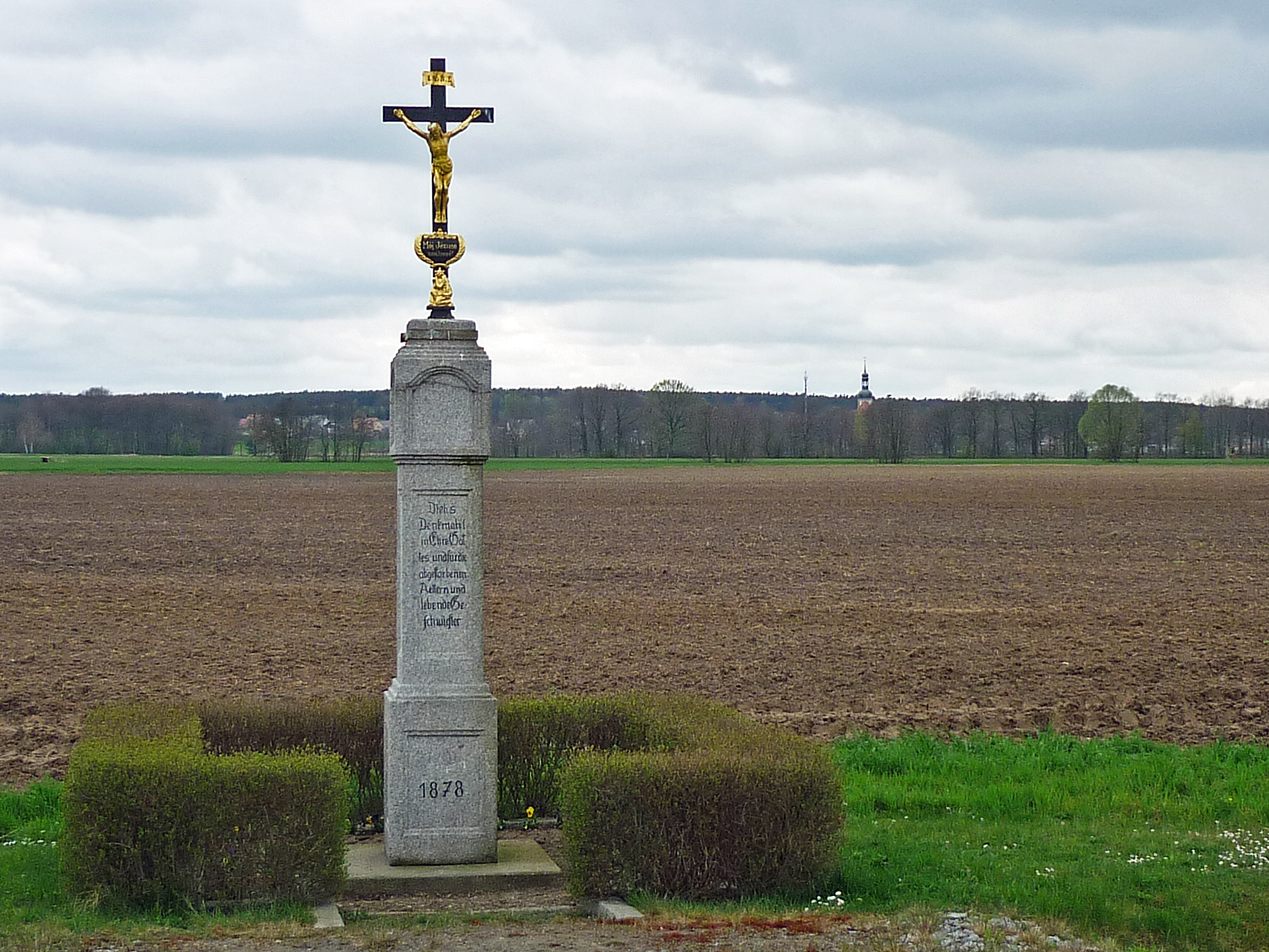
Wegkreuz zwischen Naußlitz und Ralbitz

Für seine Statistik über die sorbische Bevölkerung in der Oberlausitz ermittelte Arnošt Muka in den achtziger Jahren des 19. Jahrhunderts eine Bevölkerungszahl von 125; darunter ausnahmslos Sorben. Ernst Tschernik zählte 1956 in der Gemeinde Naußlitz einen sorbischsprachigen Bevölkerungsanteil von noch 76,6 %. Bis heute ist Sorbisch die vorherrschende Alltagssprache im Ort.
Die Bevölkerungszahl blieb im Laufe des 19. und 20. Jahrhunderts weitgehend stabil und pendelte zwischen 130 und 150. Nach der politischen Wende 1990 war ein leichter Bevölkerungsschwund zu verzeichnen.
Die gläubigen Einwohner sind zum größten Teil römisch-katholisch nach Ralbitz gepfarrt, der kleine evangelische Anteil zählt zur Kirchgemeinde Schmeckwitz.

## Persönlichkeiten
- Peter Ziesch (Pětr Cyž; 1811–1882), Politiker und Bauernführer